# アサ・アキラ
アサ・アキラ（Asa Takigami Akira、本名 アサ・タキガミ、1986年1月3日 - ）は、アメリカ合衆国のポルノ女優、アダルトモデル。

## 生い立ち
1986年、マンハッタンで日本人夫婦の一人娘として生まれた。ポートレートフォトグラファーをしていた父親の仕事の都合で、9歳の時に住んでいたソーホーから東京都に移り住んだ。現地ではインターナショナルスクールに通っていた。13歳でアメリカに帰国後はブルックリン中心部とクリントンヒルに住んだ。祖父が日本の外交官であったことから、国連国際学校へ通うための奨学金を確保することが出来た。しかし、成績不振の為にグラマシー・パークのワシントン・アービング高校に入学した。最終学年の時にCity As Schoolに移った。

## 経歴
高校卒業後、短期ながらもミストレスとして働いた後、ニューヨークのハスラー・クラブでストリッパーの仕事に就いた。ポルノ女優ジーナ・リンと出会い、ポルノ女優としての道を進み、リンと何度も共演した後、ラヴィス・ナイトと初めての男女ものの撮影に臨んだ。芸名の「アサ」は本名のファーストネームからとったものであり（日本語の朝の意）、苗字は大友克洋の漫画『AKIRA』からとったものである。
2006年から2007年には、ラジオ番組『en:Bubba the Love Sponge』において"Show Whore"役でレギュラー出演した 。2009年、ポルノ映画『Pure』で、女主人の夫と情事を行う電話交換手の役で称賛され、いくつかノミネートを受けた。2011年、大人のおもちゃメーカーフレッシュライトのモデルに選ばれ、2012年度のTLA Raw Awardの"Best Sex Toy"を受賞した。
2013年、30周年を迎えたAVNアワードで、アキラはジェシー・ジェーンとコメディエンヌエイプリル・メイシーとともに司会を務めた。また、アキラは主演女優賞を受賞し、 エイジア・キャレラに続く、アジア系女優の受賞者となった。
2013年、エレガント・エンジェルの『Gangbanged 6』で監督デビューを果たした。2013年10月9日、 ウィックド・ピクチャーズと専属契約を結び、Asa Is Wickedに契約後初めて出演した。
彼女はマッサージ、メール・オーダー・ブライド、女体盛り、着物の着用などアジアンフェティッシュ的な役割を当てられることがある。

### 主流メディアへの露出
一般映画『チワワは見ていた ポルノ女優と未亡人の秘密』にカメオ出演。2014年1月、雑誌『COSMOPOLITAN』に「4 Porn Stars on How They Stay Fit」という題でデイナ・デアーモンド、シャネル・プレストン、ジェシー・アンドリュースと共に特集を組まれた。2014年2月に、医師でテレビパーソナリティのドリュー・ピンスキーが司会を務めるラジオ番組『Loveline』にゲスト出演。

### その他のメディアへの露出

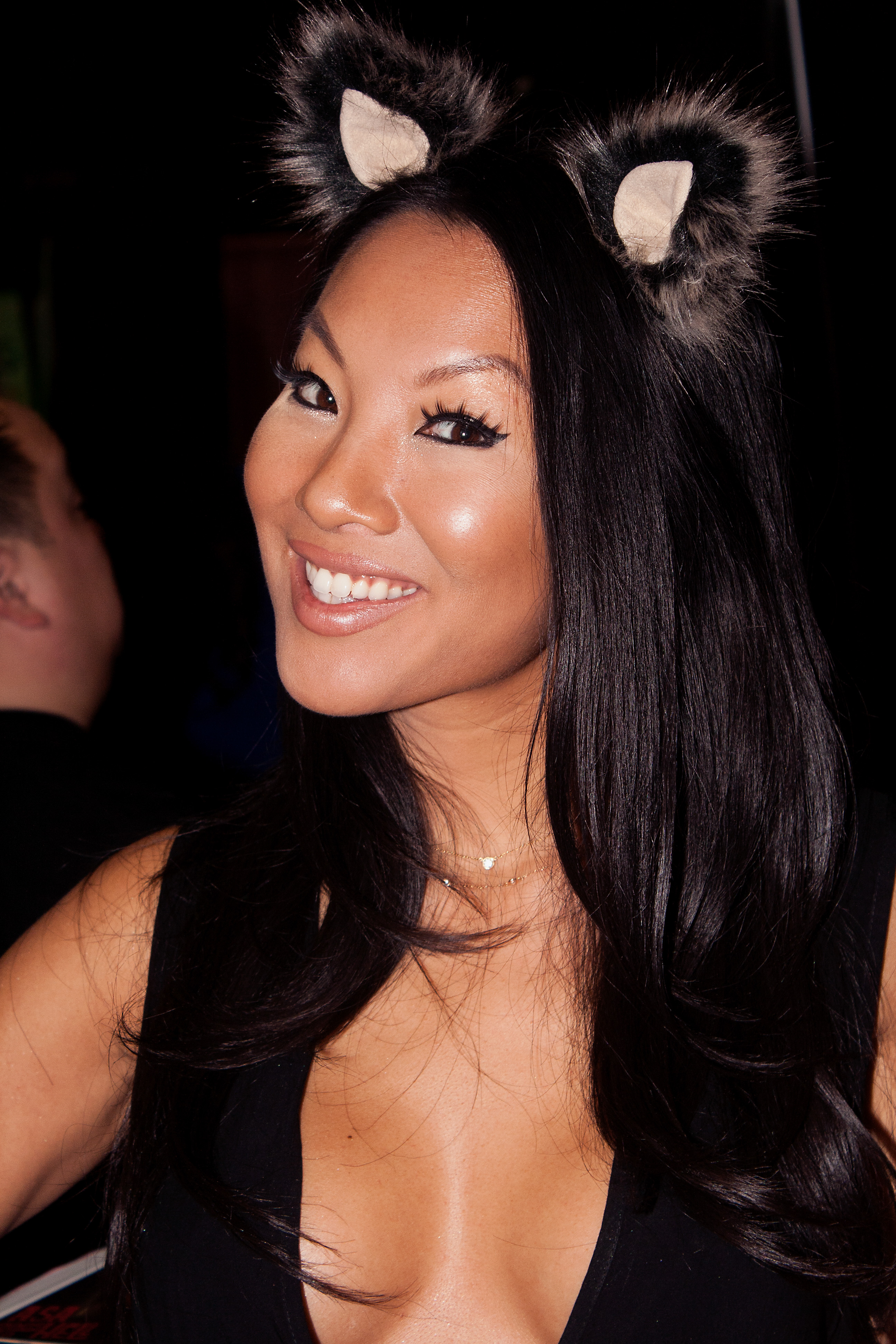
2016年11月のアサ・アキラ

2011年、雑誌『コンプレックス』が選ぶ「今最も魅力的なポルノスター100人」で4位、「歴代で最も魅力的なアジア系ポルノスター50人」で6位にランクインした。2013年に行われた『LAウィークリー』の「次世代のサーシャ・グレイになりえるかも知れない革新的なポルノ・スター10人」の3位に選ばれた。CNBCが毎年発表している「The Dirty Dozen」というリストの”年間で最も人気があり、成功したアダルト産業サイトのスター”ランキングで2012年、2013年、2014年に1位に選ばれた。
2013年、アキラと芸術家であるデビッド・チョーが90分のポッドキャスト番組『DVDASA』を始めた。 ヤングアダルト向けのこの番組は、性や仕事、人間関係に関する悩みを解決する手助けをするのを目的としている。2014年5月、自伝『Insatiable: Porn—A Love Story』がGrove Pressから出版された。2015年7月に2冊目の本（エッセイ集）を出版するために、Cleis Pressと契約を結んだ。それは、2016年春に出版される。
2015年、男女8人ずつが3年間のポルノ会社との契約と賞金100万ドルを目指して、競い合うリアリティ番組『The Sex Factor』の司会に、ベル・ノックスの後任として選ばれた。同年4月6日から、The Hundredsでアキラが様々な活動（例えば入れ墨、ボクシング、剥製、氷の彫刻）に挑戦する『Hobbies with Asa Akira』が開始。
2018年8月、PornHubの公式動画でHitomiと対談。会話の大半で日本語を話している。

## 私生活
アキラは男性と「男の子のように見える女の子」に性的魅力を感じると発言している。彼女は両性愛者と呼ばれることを嫌悪しており、どちらかと言えば強制的異性愛であるが、自身の性的指向は、まだはっきりしていないと話している 。かつてポルノ俳優のロッコ・リードと婚約していた。2012年12月、ポルノ俳優・監督のトニー・リバスと結婚した。彼女は夫婦の関係は、スクリーン上の仕事を除いて、一夫一婦制であると述べている。彼女はフェミニストである。
家族やいとことは日本語で会話をしていると語っている。

## 受賞歴

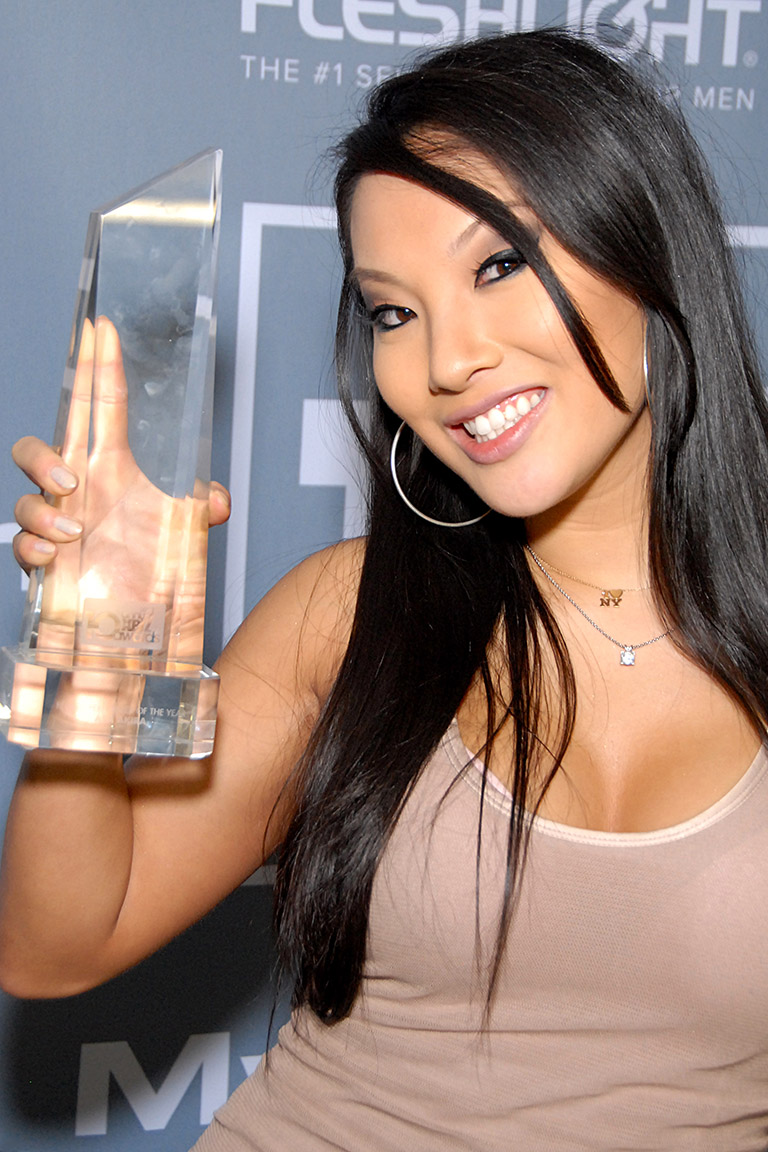
2012年XBIZ賞年間優秀女優賞を受賞し、バックステージでトロフィーを掲げるアサ・アキラ

| 年     | 賞                       | 部門 | 作品                                              |
| ------ | ------------------------ | --- | ------------------------------------------------- |
| 2011年 | AVNアワード              | Best All-Girl Three-Way Sex Scene(アレクシス・テキサス、クリスティナ・ローズと同時受賞)                                                                             | Buttwoman vs. Slutwoman                           |
| 2011年 | AVNアワード              | Best Anal Sex Scene (マニュエル・フェラーラと同時受賞) | Asa Akira Is Insatiable                           |
| 2011年 | AVNアワード              | Best Double Penetration Sex Scene (トニー・リバス、エリック・エバーハードと同時受賞)                                                                                | Asa Akira Is Insatiable                           |
| 2011年 | AVNアワード              | Best Three-Way Sex Scene (G/B/B) (プリンス・ヤシュアーズ、ジョン・ジョンと同時受賞)                                                                                 | Asa Akira Is Insatiable                           |
| 2011年 | アーバンXアワード        | Best Couple Sex Scene (ミスター・ピートと同時受賞) | Vajazzled                                         |
| 2011年 | アーバンXアワード        | Porn Star of the Year | N/A                                               |
| 2012年 | AVNアワード              | Best Anal Sex Scene (ナチョ・ビダルと同時受賞) | Asa Akira Is Insatiable 2                         |
| 2012年 | AVNアワード              | Best Double-Penetration Scene (ミック・ブルー、トニー・リバスと同時受賞)                                                                                            | Asa Akira Is Insatiable 2                         |
| 2012年 | AVNアワード              | Best Group Sex Scene (エリック・エバーハード、トニー・リバス、ダニー・マウンテン、ジョン・ジョン、ブロック・アダムズ、ラモン・ノマー、ジョン・ストロングと同時受賞) | Asa Akira Is Insatiable 2                         |
| 2012年 | AVNアワード              | Best Tease Performance | Asa Akira Is Insatiable 2                         |
| 2012年 | AVNアワード              | Best Three-Way Sex Scene, Boy/Boy/Girl (ミック・ブルー、トニー・リバスと同時受賞)                                                                                   | Asa Akira Is Insatiable 2                         |
| 2012年 | AVNアワード              | Best Solo Sex Scene | Superstar Showdown 2: Asa Akira vs. Kristina Rose |
| 2012年 | ナイトムーブズ・アワード | Best Ass (Editor's Choice) | N/A                                               |
| 2012年 | XBIZアワード             | Female Performer of the Year | N/A                                               |
| 2012年 | XRCOアワード             | Female Performer of the Year | N/A                                               |
| 2012年 | XRCOアワード             | Superslut | N/A                                               |
| 2013年 | AVNアワード              | Best Double-Penetration Sex Scene (ラマン・ノマー、ミック・ブルーと同時受賞)                                                                                        | Asa Akira Is Insatiable 3                         |
| 2013年 | AVNアワード              | Best Group Sex Scene (エリック・エバーハード、ラマン・ノマー、ミック・ブルーと同時受賞)                                                                             | Asa Akira Is Insatiable 3                         |
| 2013年 | AVNアワード              | Best Three-Way Sex Scene (Girl/Girl/Boy) (ブルックリン・リー、ジェームズ・ディーンと同時受賞)                                                                       | Asa Akira Is Insatiable 3                         |
| 2013年 | AVNアワード              | Best POV Sex Scene (ロッコ・シフレディと同時受賞) | Asa Akira to the Limit                            |
| 2013年 | AVNアワード              | Female Performer of the Year | N/A                                               |
| 2013年 | XRCOアワード             | Female Performer of the Year | N/A                                               |
| 2013年 | ナイトムーブズ・アワード | Best Ethnic Performer (Fan's Choice) | N/A                                               |
| 2014年 | AVNアワード              | Best Porn Star Website (JoannaAngel.comと同時受賞) | AsaAkira.com                                      |
| 2014年 | ナイトムーブズ・アワード | Best Body (Editor’s Choice) | N/A                                               |
| 2015年 | XRCOアワード             | Mainstream Adult Media Favorite | N/A                                               |